# Tombe delle consorti dei sovrani di Scozia
Questo è l'elenco dei luoghi di sepoltura delle consorti dei sovrani di Scozia.
N.B.: Gli anni indicati tra parentesi posti immediatamente sotto il nome della regina sono le date di nascita e di morte del sovrano. Gli anni indicati sotto l'immagine della corona sono invece gli anni di regno come consorte.

## Regine consorti di Scozia (c. 1040-1286)
| Sovrano                                            | Immagine del sovrano | Luogo di sepoltura                                | Immagine della tomba | Coniuge        |
| -------------------------------------------------- | -------------------- | ------------------------------------------------- | -------------------- | -------------- |
| Gruoch di Scozia (fl. 1020-1054) (c. 1040-1057)    |                      | Sconosciuto                                       |                      | Macbeth        |
| Ingibiorg Finnsdottir (1???-1???) (c. 1058-1069)   |                      | Sconosciuto                                       |                      | Malcolm III    |
| Margherita di Wessex (c. 1045-1093) (1070-1093)    |                      | Abbazia di Dunfermline, Dunfermline, Scozia       |                      | Malcolm III    |
| Uchtreda di Northumbria (1???-1???) (1093/94-1094) |                      | Sconosciuto                                       |                      | Duncan II      |
| Sibilla di Normandia (1092-1122) (c. 1107-1122)    |                      | Abbazia di Dunfermline, Dunfermline, Scozia       |                      | Alessandro I   |
| Maud di Northumbria (c.1074-1130/31) (1124-1130)   |                      | Abbazia di Scone, Scone, Scozia                   |                      | Davide I       |
| Ermengarda di Beaumont (c. 1170-1233) (1186-1214)  |                      | Abbazia di Balmerino, Balmerino, Scozia           |                      | Guglielmo I    |
| Giovanna d'Inghilterra (1210-1238) (1221-1238)     |                      | Abbazia di Tarrant, Tarrant Crawford, Inghilterra |                      | Alessandro II  |
| Maria di Coucy (c. 1218-1285) (1239-1249)          |                      | Abbazia di Newbattle, Newbattle, Scozia           |                      | Alessandro II  |
| Margherita d'Inghilterra (1240-1275) (1251-1275)   |                      | Abbazia di Dunfermline, Dunfermline, Scozia       |                      | Alessandro III |
| Iolanda di Dreux (1263-1330) (1285-1286)           |                      | Sconosciuto                                       |                      | Alessandro III |

## Regine consorti di Scozia (1306-1542)
| Sovrano                                          | Immagine del sovrano              | Luogo di sepoltura                                     | Immagine della tomba | Coniuge     |
| ------------------------------------------------ | --------------------------------- | ------------------------------------------------------ | -------------------- | ----------- |
| Elisabetta de Burgh (c. 1284-1327) (1306-1327)   |                                   | Abbazia di Dunfermline, Dunfermline, Scozia            |                      | Roberto I   |
| Giovanna d'Inghilterra (1321-1362) (1329-1362)   |                                   | Christ Church Greyfriars, Londra, Inghilterra          |                      | Davide II   |
| Margherita Drummond (c. 1340-1375) (1364-1369)   |                                   | Sconosciuto                                            |                      | Davide II   |
| Eufemia de Ross (1???-1386) (1371-1386)          |                                   | Sconosciuto                                            |                      | Roberto II  |
| Annabella Drummond (c. 1350-1401) (1390-1401)    |                                   | Abbazia di Dunfermline, Dunfermline, Scozia            |                      | Roberto III |
| Giovanna Beaufort (c. 1404-1445) (1424-1437)     |                                   | Perth Charterhouse, Perth, Scozia                      |                      | Giacomo I   |
| Maria di Gheldria (c. 1434-1463) (1449-1460)     |                                   | Trinity Church, Edimburgo, Scozia (sepoltura iniziale) |                      | Giacomo II  |
| Maria di Gheldria (c. 1434-1463) (1449-1460)     | Holyrood Abbey, Edimburgo, Scozia |                                                        |                      | Giacomo II  |
| Margherita di Danimarca (1456-1486) (1469-1486)  |                                   | Abbazia di Cambuskenneth, Stirling, Scozia             |                      | Giacomo III |
| Margherita d'Inghilterra (1489-1541) (1503-1513) |                                   | Perth Charterhouse, Perth, Scozia                      |                      | Giacomo IV  |
| Maddalena di Francia (1520-1537) (1537)          |                                   | Holyrood Abbey, Edimburgo, Scozia                      |                      | Giacomo V   |
| Maria di Guisa (1515-1560) (1538-1542)           |                                   | Abbazia di Saint-Pierre-les-Dames, Reims, Francia      | [ 2 ]                | Giacomo V   |

## Re consorti di Scozia (1558-1567)
| Sovrano                                         | Immagine del sovrano | Luogo di sepoltura                            | Immagine della tomba | Coniuge |
| ----------------------------------------------- | -------------------- | --------------------------------------------- | -------------------- | ------- |
| Francesco II di Francia (1544-1560) (1558-1560) |                      | Basilica di Saint-Denis, Saint-Denis, Francia |                      | Maria I |
| Enrico Stuart (1545-1567) (1565-1567)           |                      | Holyrood Abbey, Edimburgo, Scozia             |                      | Maria I |
| James Hepburn (c. 1534-1578) (1567)             |                      | Chiesa di Fårevejle, Fårevejle, Danimarca     |                      | Maria I |

## Regine consorti di Scozia (1589-1603)
| Sovrano                                   | Immagine del sovrano | Luogo di sepoltura                                                  | Immagine della tomba | Coniuge    |
| ----------------------------------------- | -------------------- | ------------------------------------------------------------------- | -------------------- | ---------- |
| Anna di Danimarca (1574-1619) (1589-1603) |                      | Cappella di Enrico VII, Abbazia di Westminster, Londra, Inghilterra |                      | Giacomo VI |

## Regine consorti d'Inghilterra, di Scozia e d'Irlanda (1603-1649)
| Sovrano                                             | Immagine del sovrano | Luogo di sepoltura                                                  | Immagine della tomba | Coniuge    |
| --------------------------------------------------- | -------------------- | ------------------------------------------------------------------- | -------------------- | ---------- |
| Anna di Danimarca (1574-1619) (1603-1619)           |                      | Cappella di Enrico VII, Abbazia di Westminster, Londra, Inghilterra |                      | Giacomo VI |
| Enrichetta Maria di Francia (1609-1669) (1625-1649) |                      | Basilica di Saint-Denis, Saint-Denis, Francia                       |                      | Carlo I    |

## Regine consorti d'Inghilterra, di Scozia e d'Irlanda (1662-1688)
| Sovrano                                       | Immagine del sovrano | Luogo di sepoltura                                                                     | Immagine della tomba | Coniuge     |
| --------------------------------------------- | -------------------- | -------------------------------------------------------------------------------------- | -------------------- | ----------- |
| Caterina di Braganza (1638-1705) (1662-1685)  |                      | Pantheon del Casato di Braganza, Monastero di São Vicente de Fora, Lisbona, Portogallo |                      | Carlo II    |
| Maria Beatrice d'Este (1658-1718) (1685-1688) |                      | Convento della Visitazione, Chaillot, Francia                                          |                      | Giacomo VII |

## Re consorti d'Inghilterra, di Scozia e d'Irlanda (1702-1707)
| Sovrano                                      | Immagine del sovrano | Luogo di sepoltura                          | Immagine della tomba | Coniuge |
| -------------------------------------------- | -------------------- | ------------------------------------------- | -------------------- | ------- |
| Giorgio di Danimarca (1653-1708) (1702-1707) |                      | Abbazia di Westminster, Londra, Inghilterra |                      | Anna    |

Per le tombe delle successive consorti di Gran Bretagna e Regno Unito, vedi Tombe delle consorti dei sovrani d'Inghilterra.